# Oborishte Ridge
Oborishte Ridge är en bergstopp i Antarktis. Den ligger i Sydshetlandsöarna. Argentina, Chile och Storbritannien gör anspråk på området. Toppen på Oborishte Ridge är 175 meter över havet.
Terrängen runt Oborishte Ridge är kuperad åt nordost, men åt sydväst är den platt. Havet är nära Oborishte Ridge åt sydväst. Trakten är glest befolkad. Närmaste befolkade plats är Maldonado Station, 9,6 km norr om Oborishte Ridge. 